# 大囊关木通
大囊关木通（学名：Isotrema forrestianum）是马兜铃科关木通属的一种植物，是中国的特有植物。分布于中国的云南。
花紫红色; 檐部囊状, 上面裂至近中部, 下面浅裂, 内面密被紫红色棘突。。